# 金佰利 (阿拉巴马州)
金佰利（英語：Kimberly），是美国阿拉巴马州下属的一座城市。面积约为5.85平方英里（约合15.15平方公里）。根据2010年美国人口普查，该市有人口2,711人，人口密度为463.34/平方英里（约合178.94/平方公里）。